# Женская сборная Беларуси по баскетболу
Женская сборная Беларуси по баскетболу — национальная баскетбольная команда, представляющая Беларусь на международных соревнованиях.

## История
Первый официальный международный матч сборная Беларуси провела 14 мая 1993 года в румынском Араде в рамках квалификационного турнира Евробаскета-1995 и проиграла его соперницам из Хорватии со счётом 74:78. Заняв по итогам трёхдневного турнира 3-е место в своей группе, белоруски не смогли пробиться в челлендж-раунд квалификации чемпионата Европы и побороться за путёвку в финальную стадию континентального первенства.
В мае 1997 года в Хельсинки белорусская команда под руководством Анатолия Буяльского впервые успешно прошла первую стадию континентального отбора, но на Евробаскет-1999 всё же не попала, проиграв годом позже в Брно сборным Чехии, Боснии и Герцеговины и Германии.
Следующая попытка пробиться в элиту вновь оказалась неудачной. В последний день квалификационного турнира в Стара-Загоре белорусская команда в очной дуэли оспаривала путёвку в челлендж-раунд с хозяйками паркета — сборной Болгарии. После первой половины матча белоруски вели с разницей в 5 очков, но неожиданно погасший в зале свет и последовавшая в связи с этим 15-минутная пауза в игре, несколько сбила их победный темп. Уступив со счётом 81:82, белорусская дружина упустила шанс отобраться на Евробаскет-2001.
Анатолия Буяльского на посту главного тренера сборной сменил Виктор Белевич, но после серии поражений в полуфинальном раунде чемпионата Европы в ноябре 2001 года, национальная команда вновь была доверена Буяльскому, а Белевич сосредоточился на работе с кадетской сборной и в 2002 году выиграл с ней серебряные медали чемпионата Европы в литовском Друскининкае. MVP того первенства Анастасия Веремеенко, а также Виктория Гаспер и Александра Тарасова впоследствии вошли в состав главной команды страны.
В 2006 году первый серьёзный успех, к которому Беларусь шла 13 лет, был достигнут: 23 сентября в Минске в решающем матче за выход в финальную стадию чемпионата Европы подопечные Анатолия Буяльского в тяжелейшем матче обыграли сборную Греции — 63:60. А сам дебют на Евробаскете-2007 в Италии вышел и вовсе триумфальным: белорусская команда в четвертьфинале со счётом 52:46 обыграла победительниц предыдущего чемпионата Европы сборную Чехии, затем проиграла испанкам, а в матче за 3-е место выиграла у Латвии. «Бронзовый» успех дал право белорусской команде принять участие в квалификационном олимпийском турнире.
В июне 2008 года сборная Беларуси в борьбе за путёвку на Олимпиаду в Мадриде вырвала победу в овертайме у команды Бразилии — 86:79. На Играх в Пекине белоруски заняли третье место на групповом этапе, а в четвертьфинале проиграли сборной Китая.
На Евробаскете-2009 в Риге сборная Беларуси осталась за чертой призёров, уступив в полуфинале будущему чемпиону сборной Франции, а в матче за бронзу — команде Испании, но итоговое 4-е место гарантировало сборной Беларуси участие на чемпионате мира следующего года.
К первому в своей истории мировому форуму сборная подошла в несколько обновлённом составе, в частности из-за травм не смогли поехать в Чехию Ольга Масилёнене и Екатерина Снытина; в условиях взятого курса на омоложение состава сверхвысоких задач перед командой не ставилось. Крупно проиграв сборным Австралии и США, белорусские девушки с четвёртого места в группе вышли в четвертьфинал, где их соперником стала прошедшая предварительный этап без поражений сборная России. Результат четвертьфинала — 70:53 в пользу Беларуси — стал самой громкой сенсацией чемпионата. В полуфинале подопечные Анатолия Буяльского уступили в овертайме сборной Чехии, а в игре за 3-е место — сборной Испании. Елена Левченко была признана лучшей центровой чемпионата мира.
На чемпионате Европы в Польше белорусская команда выступила неудачно, не решив задачу по завоеванию медали и права сыграть на Олимпийских играх в Лондоне. На первый групповом этапе она заняла второе место, в упорной борьбе (62:69) проиграв серебряному призёру чемпионата мира 2011 года — сборной Чехии. На втором туре Беларусь получила шанс выйти в плей-офф после победы над будущими чемпионами Европы, сборной России — 62:51, но проиграла затем сборной Литвы — 50:68 и турецкой сборной — 56:65. В результате белорусская команда заняла 9-е место. В конце 2011 года команду покинули разыгрывающая Наталья Марченко и главный тренер Анатолий Буяльский.
Под руководством нового тренера литовца Римантаса Григаса белорусская сборная успешно преодолела барьер квалификации к чемпионату Европы 2013 года, но перед началом финальной стадии первенства потеряла из-за травм Татьяну Троину, Надежду Дрозд, Викторию Гаспер и, выступая во Франции в заметно обновлённом составе, заняла 5-е место. Осенью 2014 года сборная Беларуси неудачно выступила на чемпионате мира в Турции, после чего команду в третий раз возглавил Анатолий Буяльский.
В 2015 году состав сборной пополнила первая натурализованная американка в истории белорусского женского баскетбола — разыгрывающая Линдсей Хардинг. На чемпионате Европы в Венгрии и Румынии подопечные Буяльского заняли 4-е место и завоевали путёвку в квалификационный олимпийский турнир. По его итогам белоруски финишировали пятыми и получили право выступить на Олимпийских играх в Рио-де-Жанейро.
На старте олимпийского турнира в Рио сборная Беларуси неожиданно проиграла японкам — 73:77, а затем уступила француженкам — 72:73 в драматичном матче, исход которого решил бросок Энден Мийем за 0,2 секунды до финальной сирены. После победы в третий игровой день над сборной Бразилии — 65:63 решающим для белорусок становилась игра против Турции, которую они проиграли со счётом 71:74. В заключительном матче группового этапа сборная Беларуси потерпела поражение от Австралии — 66:74 и не смогла выйти из группы.
В октябре 2016 года новым главным тренером сборной Беларуси стала её прежний капитан Наталья Трофимова. Перед чемпионатом Европы 2017 года в Чехии состав команды по сравнению с Олимпиадой в Рио обновился наполовину. Взяли паузу в выступлениях центровые Анастасия Веремеенко и Елена Левченко, на протяжении многих лет определявшие игру белорусской команды. Завершила карьеру Татьяна Троина, травмировались Наталья Ануфриенко и Александра Тарасова, а место Линдсей Хардинг заняла другая натурализованная американка — Александрия Бентли. На Евробаскете-2017 сборная Беларуси не смогла выиграть ни одного из трёх матчей в своей группе и в итоге заняла предпоследнее место.

## Результаты выступлений

### Олимпийские игры
- 2008 — 6-е место.

Состав: Наталья Ануфриенко, Анастасия Веремеенко, Виктория Гаспер, Марина Кресс, Елена Левченко, Татьяна Лихтарович, Наталья Марченко, Ольга Масилёнене, Ольга Подобед, Екатерина Снытина, Татьяна Троина, Наталья Трофимова.
- 2016 — 9-е место.

Состав: Анастасия Веремеенко, Ольга Зюзькова, Елена Левченко, Татьяна Лихтарович, Мария Попова, Юлия Рытикова, Екатерина Снытина, Татьяна Троина, Наталья Трофимова,  Александра Тарасова, Мария Филончик, Линдсей Хардинг.

### Чемпионаты мира
- 2010 — 4-е место.

Состав: Наталья Ануфриенко, Светлана Валько, Анастасия Веремеенко, Виктория Гаспер, Юлия Дурейко, Марина Кресс, Елена Левченко, Татьяна Лихтарович, Наталья Марченко, Александра Тарасова, Татьяна Троина, Наталья Трофимова. Елена Левченко вошла в символическую пятёрку чемпионата.
- 2014 — 10-е место.

Состав: Наталья Ануфриенко, Ольга Вашкевич, Ксения Войшель, Надежда Дрозд, Ольга Зюзькова, Елена Левченко, Татьяна Лихтарович, Мария Попова, Екатерина Снытина, Александра Тарасова, Татьяна Троина, Наталья Трофимова.

### Чемпионаты Европы
- 1995 — квалификационный раунд, 3-е место в группе.
- 1997 — квалификационный раунд, 4-е место в группе.
- 1999 — отборочный (челлендж) раунд, 4-е место в группе.
- 2001 — квалификационный раунд, 3-е место в группе.
- 2003 — полуфинальный раунд, 4-е место в группе.

Состав: Елена Левченко, Елена Хенниг, Жанна Городецкая, Анжела Дубойская, Ольга Подобед, Елена Навойкова, Оксана Долгорукова, Инна Родионова, Наталья Трофимова, Марина Кресс.
- 2005 — дивизион B, 1-е место.
- 2007 — 3-е место.

Состав: Наталья Ануфриенко, Анастасия Веремеенко, Светлана Вольная, Виктория Гаспер, Надежда Дрозд, Марина Кресс, Елена Левченко, Наталья Марченко, Ольга Подобед, Екатерина Снытина, Татьяна Троина, Наталья Трофимова. Наталья Марченко вошла в символическую пятёрку чемпионата.
- 2009 — 4-е место.

Состав: Наталья Ануфриенко, Анастасия Веремеенко, Светлана Вольная, Юлия Дурейко, Марина Кресс, Елена Левченко, Наталья Марченко, Ольга Подобед, Екатерина Снытина, Александра Тарасова, Татьяна Троина, Наталья Трофимова.
- 2011 — 9-е место.

Состав: Наталья Ануфриенко, Светлана Валько, Анастасия Веремеенко, Юлия Дурейко, Марина Кресс, Елена Левченко, Татьяна Лихтарович, Наталья Марченко, Екатерина Снытина, Александра Тарасова, Татьяна Троина, Наталья Трофимова.
- 2013 — 5-е место.

Состав: Наталья Ануфриенко, Анастасия Веремеенко, Жанна Городецкая, Ольга Истелецова, Марина Кресс, Елена Левченко, Татьяна Лихтарович, Алла Муравская, Мария Попова, Екатерина Снытина, Александра Тарасова, Наталья Трофимова.
- 2015 — 4-е место.

Состав: Анастасия Веремеенко, Ольга Зюзькова, Марина Иващенко, Светлана Кудряшова, Елена Левченко, Татьяна Лихтарович, Мария Попова, Юлия Рытикова, Екатерина Снытина, Линдсей Хардинг, Татьяна Троина, Наталья Трофимова.
- 2017 — 15-е место.

Состав: Ольга Зюзькова, Алекс Бентли, Алёна Голубева, Юлия Рытикова, Татьяна Лихтарович, Екатерина Снытина, Мария Попова, Мария Филончик, Янина Инкина, Виктория Гаспер, Марина Кресс, Марина Иващенко.
- 2019 — 13-е место.

Состав: Ольга Зюзькова, Алекс Бентли, Татьяна Лихтарович, Арина Мосько, Александра Тарасова, Юлия Рытикова, Янина Инкина, Екатерина Снытина, Мария Попова, Анна Брич, Виктория Гаспер, Анастасия Веремеенко.
- 2021 — 4-е место.

Состав: Алёна Карасевич, Александра Тарасова, Юлия Рытикова, 
Татьяна Лихтарович, Ольга Зюзькова, Анастасия Веремеенко, Мария Попова, Юлия Василевич, Анна Брич, Алекс Бентли, Виктория Гаспер, Янина Инкина.

## Главные тренеры
- 1992—1993 — Михаил Андреевич Бицан
- 1993—1995 — Семён Львович Халипский
- 1995—1999 — Анатолий Сергеевич Буяльский
- 1999—2001 — Виктор Иванович Белевич
- 2001—2011 — Анатолий Сергеевич Буяльский
- 2011—2014 — Римантас Григас
- 2014—2016 — Анатолий Сергеевич Буяльский
- с 2016 года — Наталья Владимировна Трофимова

## Состав
Заявка сборной Беларуси на чемпионат Европы-2021.
| Перейти к шаблону «Состав сборной Беларуси по баскетболу» | Состав сборной Беларуси по баскетболу |  |

| Поз. | №  | Имя                  | Дата рождения (возраст)   | Рост   | Клуб           |
| ---- | -- | -------------------- | ------------------------- | ------ | -------------- |
| АЗ   | 4  | Алёна Карасевич      | 4 апреля 1994 (31 год)    | 179 см | Олимпия        |
| РЗ   | 5  | Александра Тарасова  | 23 июня 1988 (37 лет)     | 172 см | Ганновер       |
| ЛФ   | 7  | Юлия Рытикова        | 8 сентября 1986 (38 лет)  | 180 см | Горизонт       |
| АЗ   | 8  | Татьяна Лихтарович   | 29 марта 1988 (37 лет)    | 180 см | Баскет         |
| РЗ   | 9  | Ольга Зюзькова       | 14 июня 1983 (42 года)    | 171 см | Горизонт       |
| ТФ   | 10 | Анастасия Веремеенко | 10 июля 1987 (38 лет)     | 192 см | Горизонт       |
| ТФ   | 13 | Мария Попова         | 13 июля 1994 (31 год)     | 188 см | УГМК           |
| РЗ   | 17 | Юлия Василевич       | 21 июня 2001 (24 года)    | 172 см | Олимпия        |
| ТФ   | 18 | Анна Брич            | 8 марта 1997 (28 лет)     | 186 см | Казаночка      |
| РЗ   | 20 | Александрия Бентли   | 27 октября 1990 (34 года) | 173 см | Динамо (Курск) |
| Ц    | 21 | Виктория Гаспер      | 9 января 1988 (37 лет)    | 192 см | Горизонт       |
| ЛФ   | 23 | Янина Инкина         | 16 октября 1997 (27 лет)  | 186 см | Горизонт       |